# یارت‌باشی
یارت‌باشی (به ترکی استانبولی: Yurtbaşı) شهری است در کشور ترکیه که در استان الازیغ واقع شده‌است. جمعیت این شهر بر اساس سرشماری سال ۲۰۰۸ میلادی ۷٬۸۲۸ نفر و بر اساس برآوردهای سال ۲۰۰۹ میلادی ۸٬۱۷۰ نفر می‌باشد.